# سرنآي آكتاش
سَرَنآي آكتاش (بالتركية: Serenay Aktaş)‏ هي ممثلة ولاعبة كرة قدم سابقة تركية ولدت في يوم 1 أكتوبر 1993 في باقر كوي في إسطنبول، بدأت في سنة 2008 كلاعبة كرة قدم ولعب مع أندية زيتون بورون سبور وفاتح فاتان سبور و أنطاليا سبور، في سنة 2015 وقعت مع بشكتاش لكن العقد أبطل بسبب مشاركتها في برنامج تلفزيون الواقع Survivor Turkey كمنافسة. في سنة 2012 مثلت في مسلسل الصفوف الخلفية، كما مثلت في مسلسل حريم السلطان في سنة 2013، وفي سنة 2017 مثلت في مسلسل مريم.

## روابط خارجية
- سرنآي آكتاش على موقع IMDb (الإنجليزية)
- سرنآي آكتاش على موقع قاعدة بيانات الفيلم (الإنجليزية)
- سرنآي آكتاش على موقع اتحاد تركيا (لاعب) (الإنجليزية)